# Otidiphaps cervicalis
Otidiphaps cervicalis ("grånackad fasanduva", officiellt svenskt trivialnamn saknas är en fågel i familjen duvor inom ordningen duvfåglar. Den betraktas i allmänhet som underart till fasanduva (Otidiphaps nobilis), men har getts artstatus av Birdlife International och IUCN, som kategoriserar den som livskraftig. Fågeln förekommer på västra Nya Guinea.